# Torpederna (TV-serie)
Torpederna är en svensk dramakomediserie skapad av Jakob Ström. Det första avsnittet visades den 16 november 2014 på TV4. Avsnittet sågs av 851 000 tittare. Huvudrollerna spelas av Torkel Petersson, Liv Mjönes och Leo Razzak. Serien handlar om Sonny som har kommit ut efter sex år i fängelse. Han drömmer om ett vanligt liv med kontaktpersonen Camilla, och lovar henne att aldrig mer ägna sig åt brott, men det är ett löfte han inte kan hålla.
Den andra säsongen lanserades 2018 och sändes på C More. Vid Kristallen 2017 belönades serien med priset Årets humorprogram.

## Handling

### Säsong 1
Sonny Jakobsson (Torkel Petersson) är en rånare och torped, och en ökänd sådan i undre världen. Men en dag när han och torpeden Goran Stankovic (Dragomir Mrsic) ska utföra ett värdetransportrån går allt fel. Sonny får hjärnsläpp när han märker att det är ett barn i bilen som han och Goran ska råna, så han ger upp och blir arresterad, medan Goran åker därifrån. Sonny blir därmed dömd till fängelse för väpnat rån, men det verkar som att han har en stark vilja att förändras. Denna vilja blir ännu större när socialarbetaren och kriminalvårdaren Camilla Nyrén (Liv Mjönes) kommer in i bilden. Till slut blir Camilla och Sonny ihop, och när Sonny ska ut ur fängelset vill han kunna leva ett vanligt svensson-liv. Men saker blir värre än han anat när huset som Camilla och Sonny ska köpa i Tallkrogen konstant får högre bud, och för att kunna köpa huset måste både Camilla och Sonny få en stabil inkomst, vilket blir problematiskt när varje jobb som Sonny söker nekas på grund av hans förflutna som kriminell. Till slut måste Sonny göra ett jobb för Goran, som nu ändrat namn till Göran och blivit en korrumperad affärsman, för att få tillräckligt med pengar för att köpa huset. Uppdraget är att fånga en torped som är skyldig Göran pengar, Nima (Leo Razzak), och uppdraget går väldigt bra. Dock kommer alla problem tillbaka när ännu ett bud kommer, den här gången på 100 000 kr mer, och för att kunna betala villan och ta hand om sin familj ger sig Sonny tillbaka till den undre världen, vilket istället bara skapar fler och fler problem.

### Säsong 2
Efter att Sonny och Nima dödat Dragan Stankovic (Mahmut Suvakci) och Klosse (Roger Zapfe) blir Göran rasande och söker hämnd på Sonny och Nima för att de dödat hans bästa arbetare, samt släkting. Medan Göran och hans nya arbetare letar efter dem jobbar Sonny och Nima som byggarbetare, och planerar att fly från landet med nya identiteter. Men det visar sig att personen som de köper passen från har Göran som en gammal kriminell kontakt och har berättat för Göran var duon är, så samma dag som de planerar att fly från landet konfronteras de av Göran och hans psykotiska högra hand Frank (Rune Temte). Göran och Frank kör Sonny och Nima till ett skogsområde där Göran planerar att gräva ner dem, men innan de dör vill Sonny äta en sista måltid, och berättar att det finns en korvmoj inte långt därifrån som har väldigt goda kabanosskorvar. Göran säger först nej, men Frank är hungrig, så de åker och köper två kabanosser. Men när de väl kommer tillbaka och har ätit upp korven så kvävs nästan Göran då han sätter korven i halsen, men Sonny räddar honom. Trots detta har Göran inte ändrat sig alls, och vill fortfarande döda Sonny och Nima, men Frank håller inte riktigt med. Sonny begär att de betalar en stor skuld till Göran istället, fyra miljoner, men Göran räknar upp allt som Sonny och Nima har gjort som ska betalas tillbaka, och allt som allt blir skulden lite mer än sju miljoner kronor. Sonny och Nima ger sig ut för att på något sätt få tag i sju miljoner kronor, men samtidigt får Görans mamma Liljana Stankovic (Radojka Mrsic) en idé att det kanske inte var Sonny och Nima som trots allt dödade Dragan, och att enligt hennes teori ska det ha varit en kvinna som gjorde det.

## Rollista (i urval)
- Torkel Petersson – Sonny Jakobsson
- Liv Mjönes – Camilla Nyrén
- Leo Razzak – Nima
- Dragomir Mrsic – Göran Stankovic
- Wilma Lidén – Lina Nyrén
- Jimmy Lindström – Jonas Söder
- Magnus Härenstam – Åke Nyrén
- Mahmut Suvakci – Dragan Stankovic
- Marika Lindström – Agneta Nyrén
- Rune Temte – Frank
- Anna Bjelkerud – Annika Åhlund
- Carolina Gynning – Ditte Stankovic
- Roger Zapfe – Klause "Kloss" Trolle af Segerstad
- Louise Peterhoff – Malou
- Radojka Mrsic – Liljana Stankovic
- Emma Molin –  Åsa
- David Wiberg – Figge
- Michael Segerström – Kjell Jansson
- Jesper Odelberg – Sigge
- Iwar Wiklander – Pekka Vehaanen
- Beri Gerwise – Bibi
- Henrik Johansson – Advokat G:son
- Lena Philipsson – Sig själv
- Val Jobara – Texas
- Marika Carlsson – Yamina
- Bengt Carlsson – Jörgen Hiertta
- Thomas Di Leva – Vapenvalle
- Tobias Cronwall – Arton
- Peter Viitanen – Tok-Tompa
- Kalled Mustonen – Dimitrij
- Jessica Liedberg – Prästen